# Città di Bayside
La città di Bayside è una local government area che si trova nello Stato di Victoria. Essa si estende su una superficie di 36 chilometri quadrati e ha una popolazione di 91.814 abitanti. La sede del consiglio si trova a Sandringham.